# Wieneroperett

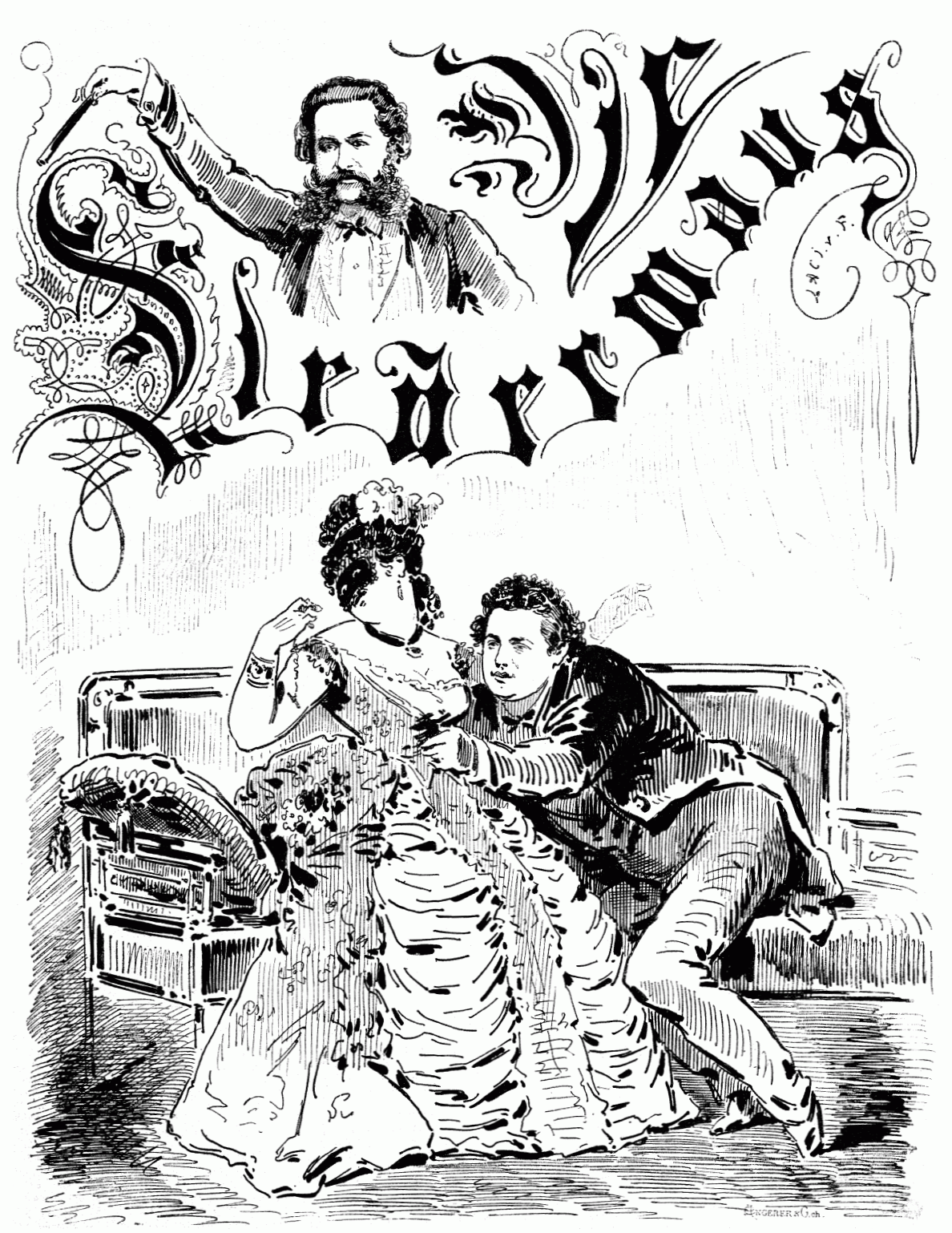
László von Frecskay: Karikatyr av operetten Die Fledermaus i satirtidningen Die Bombe (1874)

Wieneroperett är en beteckning för operetter som hade premiär i Wien mellan 1860 och 1960.

## Historik
Wieneroperetten härrör från Parisoperetten, som var på modet i de tysktalande länderna från omkring 1855 till 1870. Den var en egen genre inom musikteatern i knappt ett århundrade. Denna tid delades ironiskt in i en guldålder (fram till omkring 1900), en silverålder (fram till omkring 1920-talet) och en "brons-" eller "bleck"-ålder (efterföljande period). (Blecket hänvisade inte bara till kvaliteten, utan även på en omfattande användningen av bleckblåsinstrument i flera av de senare operetterna.)
Förutom på Wiens traditionella förortsteatrar var nybildade, privatägda teatrar de viktigaste spelplatserna. 
I takt med att antalet nya operetter sköt i höjden fram till första världskriget fick wieneroperetten rykte om sig att vara kommersiell massunderhållning. Ofta undveks titeln 'operett' till förmån för beteckningen sångspel, musikaliskt lustspel eller liknande.

### Ursprung

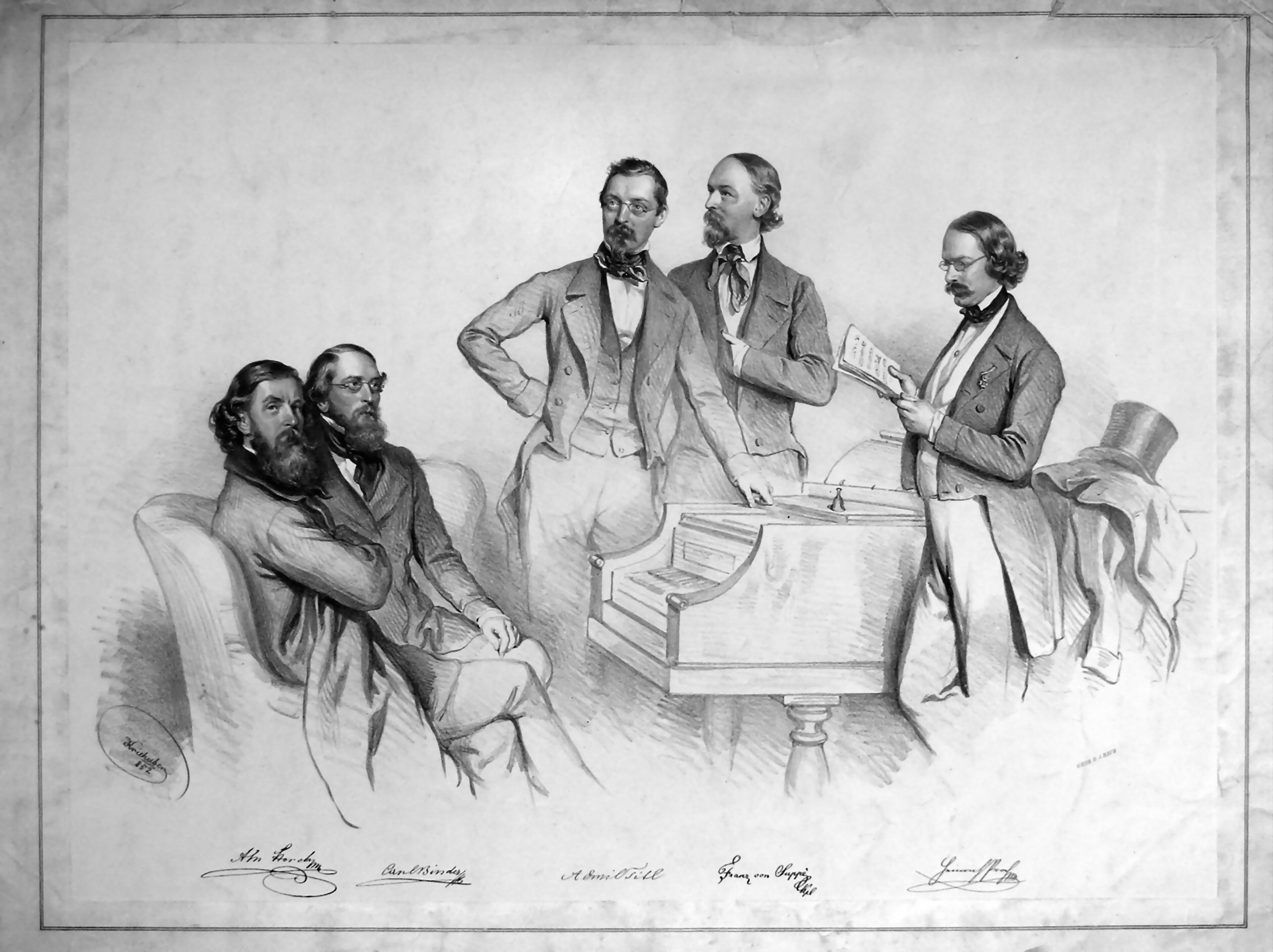
Teaterkapellmästarna Carl Binder, Heinrich Proch, Anton Maria Storch, Franz von Suppé och Emil Titl, Komponister tillhörande den "första" Wieneroperetten.

Musik hade varit viktigt i den så kallade Wiener Volkskomödie sedan dess ursprung på 1700-talet. Vad det musikaliska innehållet beträffar var det ofta inte möjligt att skilja mellan en lättare spelopera och en sångfars, eftersom båda genrerna framfördes i samma teatrar med samma orkester och ibland med samma skådespelare. Teaterkapellmästaren Adolf Müller senior skapade till exempel från 1820-talet till 1880-talet fler än 600 stycken scenmusik med ouvertyrer, körer och sånger. När wieneroperetten uppstod fanns det redan en högutvecklad musikalisk infrastruktur, men de traditionella musikteaterformerna hade blivit gammaldags, entréavgifterna ökade och en stor del av publiken svek förortsteatrarna till förmån för de nyligen framväxande Singspielhalle.
I oktober 1858 uppfördes på Carltheater enaktsoperetten Hochzeit bei Laternenschein av Jacques Offenbach med sensationell framgång. Det markerade början på parisoperettens triumftåg i Wien. I mars 1860, också på Carltheater, var skådespelaren Johann Nestroy stjärnan i en wienerbearbetning, antagligen kommen från Nestroy själv, av Offenbachs operett Orfeus i underjorden.
Konkurrensen förblev inte inaktiv: Teaterdirektören Alois Pokorny på Theater an der Wien misslyckades flera gånger med att erhålla tillstånd att sätta upp Offenbachs verk. Han gav då sin kapellmästare Franz von Suppé i uppdrag att åstadkomma passande libretton i fransk stil. Detta resulterade i den "första" wieneroperetten Das Pensionat, som hade premiär i november 1860. Den starka dominansen av kvinnliga roller på scenen och en serie danser innebar en modern och "fransk" effekt. Tydligen tjänade inte bara Offenbachs stycken som förebild, utan även tidiga former av revyn med dess danser, vilka gavs som professionella mellanspel under pariskarnevalerna.
Vid denna tid fanns det många nya produktioner med en hög andel musik på Wiens scener. Flera andra wienerkompositörer vid sidan av Suppé, som Ivan Zajc, komponerade redan på 1860-talet operetter. Liksom Suppé representerade Carl Millöcker eller Carl Zeller senare en operett som var sprungen ur äldre tiders spelopera. - Från denna tidiga period har nästan bara Suppés Den sköna Galathea (1865) hållit sig kvar på repertoaren.
Wieneroperetten uppfyllde ett publikbehov som hade uppstått genom förändringar i befolkningsstrukturen i Österrikes "Gründerzeit". Musikens stora betydelse passade en del av publiken som inte förstod finesserna i den wienska dialekten. Denna första fas av wieneroperett inträffade ungefär samtidigt med förändringar av stadsbilden och befolkningsökningen under byggandet av Wiens Ringstraße. Tiden kännetecknades av optimism och stor öppenhet för utländska influenser.

### "Klassisk" tid
Huvudartikel: Operettens guldålder

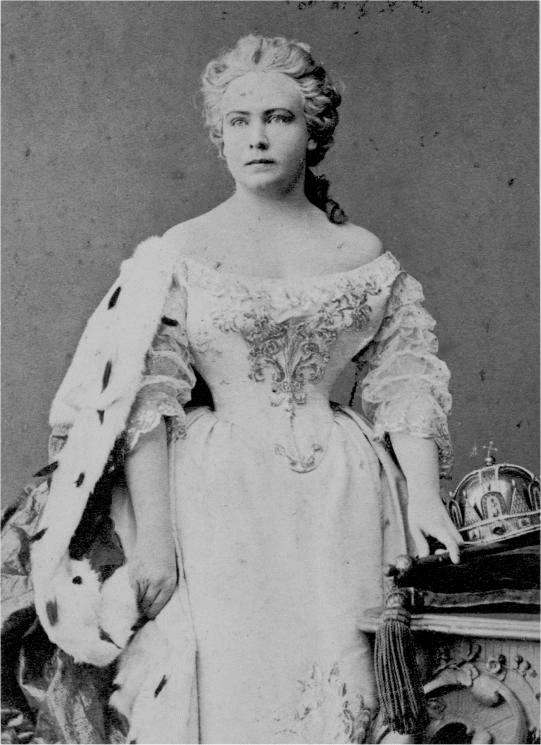
Operettdivan Marie Geistinger

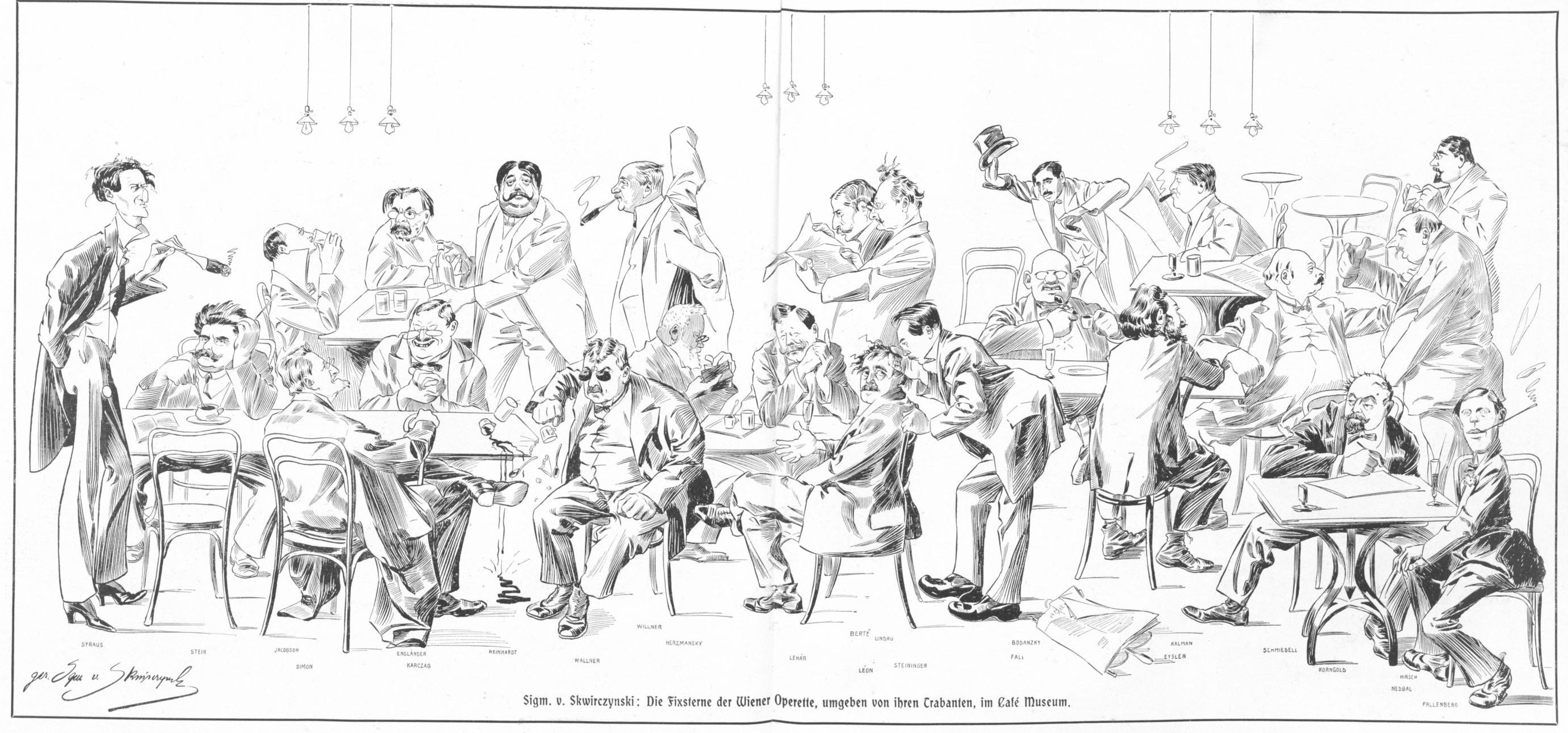
Zygmunt Skwirczyński: Wieneroperettens fixstjärnor kringsvävade av sina satelliter i Café Museum i nyårsutgåvan 1911 av Österreichs Illustrierte Zeitung.

Wieneroperettens klassiska tid utgick från förändrade sociala förhållanden: Världsutställningen 1873 i Wien ändrade bara delvis kulturklimatet. Börskraschen samma år var en av de utlösande faktorerna för den flera decennier långa depressionen. Kosmopolitisk öppenhet gav plats för protektionism. En ny generation av teaterdirektörer såg sig själva som företagsledare, som medlade mellan traditionella teaterformer och nya former av evenemang i danslokaler och "Singspielhalle".
Medan Suppé ännu arbetade som teaterkapellmästare och på uppdrag försåg teatrar med operor, operetter och annan scenmusik, hämtades Johann Strauss den yngre från dansmusiken till teatern och sammanfördes där med teatermannen Richard Genée. En viktig person i wieneroperettens utvecklingsfas var librettisten Camillo Walzel, som tillsammans med Genée ändrade om de franska förlagorna till att passa Wiens borgerliga publik. Teaterdirektören Maximilian Steiner på Theater an der Wien banade väg för världssuccén Läderlappen (1874). Genom att överbrygga klyftan mellan teatern och balsalen moderniserades wieneroperetten i grunden.
Denna typ av urbana underhållningsteatrar, som ersatte den gammaldags men alltmer förhärligande Alt-Wiener Volkstheater, hade ivriga motståndare såsom författaren Adam Müller-Guttenbrunn ("Operetten […] denna konstbastard, som kunde vara frukten mellan en börsmäklare och en parisisk kokott").

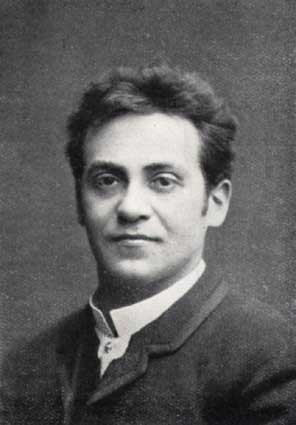
Alexander Girardi

Inom den klassiska tiden återfinns verk såsom Suppés Boccaccio (1879), Carl Millöckers Tiggarstudenten (1882), Strauss Zigenarbaronen (1885), Carl Zellers Fågelhandlaren (1891) eller Carl Michael Ziehrers Die Landstreicher (1899).
Historien om Wieneroperetten är inte minst historien om sångdivan, vilken beundrades för sina nyckfulla karaktärer i en för kvinnor ganska osjälvständig tid, med exempel som Marie Geistinger, Josefine Gallmeyer och Fritzi Massary. Vanligt förekommande var den så kallade Byxrollen (det vill säga kvinnor i mansroller) i en tid då kvinnan i allmänhet enbart bar kjol och det därför var provocerande att se dem i byxor. Särskilt efter 1900 blev wieneroperetten också en språngbräda för tenorer vars smäktande stämma slog an hos den kvinnliga publiken. Som komiker i flera operetter profilerade sig exempelvis Alexander Girardi.
Högkonjunkturen inom ekonomin och byggboomen under Jugendstilen ledde återigen till ökad optimism. Som ett motdrag mot den Habsburgska monarkins nedgång befäste Franz Lehárs Glada änkan 1905 ett slags världsdominans inom den österrikiska underhållningsindustrin (av filosofen Theodor Adorno något nedsättande kallat "kulturindustri") som skulle komma att brytas först av den amerikanska filmen på 1920-talet.
Stora teaterscener som Johann Strauß-Theater eller Wiener Stadttheater var spelplatser enkom för operetter. Emmerich Kálmán blev specialist på ungersk lokalfärg i sina verk Csardasfurstinnan (1915) och Grevinnan Mariza (1924), och senare en symbol för den politiska framgången i Österrikisk-ungerska kompromissen. Han var dock tvungen att emigrera under Nazismen på grund av sitt judiska ursprung.

### Andra storhetseran
Huvudartikel: Operettens silverålder
Efter sekelskiftet och första världskriget påverkades wieneroperetten av influenser från revyn, jazzen och den nya modedansen foxtrott. Den andra stora eran kan dateras till premiären av Lehárs operett Glada änkan 1905. Lehárs senare operetter närmade sig operan, handlingen blev enklare och mer modern även på det dramaturgiska planet. En ny generation av librettister som Alfred Grünwald kom fram. De stora sångensemblerna hamnade i bakgrunden av "Sången" och körerna.
Staden Wien förlorade - i wieneroperetten - sin betydelse som såväl skådeplats som premiärort. Bruno Granichstaedten lät sin operett Der Orlow (1925) utspelas i New York och placerade ett jazzband på scenen. Även i Paul Abrahams operetter kombinerades det wienska och ungerska med tidiga former av jazz (Blomman från Hawaii, 1931). På 1930-talet skrev han flera filmoperetter. Som kontrast blev en nostalgisk föreställning om "Det gamla Wien" till ideologi vad gäller flera potpurrioperetter som Heinrich Bertés Das Dreimäderlhaus (1916). Även Edmund Eysler ägnade sig med framgång åt idealet med "gamla Wien" i succéer som Die gold’ne Meisterin (1927), men på grund av sitt judiska ursprung försjönk han i glömska vid tiden för andra världskriget.
Med en nyare form av operett, som mer formades av producenter än av de enskilda kompositörerna, förknippas tonsättare som Oscar Straus, Leo Fall, Robert Stolz och Ralph Benatzky. Ett exempel är Benatzkys uppförda revyoperett Vita hästen från Berlin 1930 med inlagor av Robert Stolz, Bruno Granichstaedten, Eduard Künneke och Robert Gilbert. Parodin på turistspektakel med uppjazzade folkvisor blev i den österrikiska filmatiseringen 1935 innan "Anschluss" till ett nostalgiskt folklustspel, och de judiska författarna nämndes inte vid namn på grund av samarbetet med ett Berlinföretag.
Grammofonskivan gjorde operettmelodierna oavhängiga från scenen och en utveckling tog fart som fortsatte i och med scenproduktioner av Jazzstandard. Föregångaren här är Richard Taubers insjungning av "Dein ist mein ganzes Herz" från Lehárs Leendets land (1929).
Från Nazismens sida användes medvetet termen "Operettens silverålder" för att klargöra att operetter från den tiden var mindre värda än de från "Operettens guldålder". Det innebar å ena sidan att många operetter skapade av judiska kompositörer och librettister förhindrades att uppföras, samt å andra sidan skedde en utveckling av operetten i till exempel Storbritannien, Frankrike och Spanien som inte bara var bekanta för kännarna.
Exempel på operetter:
- Der Vetter aus Dingsda (1921) av Eduard Künneke
- Viktorias husar (1930) av Paul Abraham
- Vita hästen (1930) av Ralph Benatzky
- Blomman från Hawaii (1931) av Paul Abraham
- Wenn die kleinen Veilchen blühen (1932) av Robert Stolz
- Maske in Blau (1937) av Fred Raymond

### Efterklang
Operetten tappade sitt inflytande när scenen inte längre var huvudplatsen för musikaliska schlagers, utan ersattes av radio, grammofon och ljudfilm. I Österrike kände emellertid dessa medier till en början ett visst förpliktigande gentemot operetten. Österrikisk film knöt flera gånger framgångsrikt an till operettraditionen, till exempel regissörerna Géza von Bolváry eller Ernst Marischka. En mycket framgångsrik filmoperett var Två hjärtan i valstakt (1930) med musik av Robert Stolz. Scenversionen av filmen hade inte premiär i Wien utan i Stadttheater i Zürich 1933. - Operettmusik och filmmusik blandades på 1930-talet då många kompositörer arbetade för både film och scen.
Undra andra världskriget kunde operetter av Nico Dostal och Fred Raymond utan problem sprida glädje.
Ännu under andra halvan av 1900-talet kunde wieneroperetten sprida ett skimmer av oavbruten kontinuitet och nyhetens behag med verk av Robert Stolz (Frühjahrsparade), Ludwig Schmidseder (Abschiedswalzer) och Gerhard Winkler.
Efter kriget använde sig Televisionen av operetten, medan den från exil återvändande Robert Stolz uppfann "operett på is". Sångare som Hermann Prey, Rudolf Schock, Anneliese Rothenberger och Peter Alexander gjorde sig namn i otaliga program med potpurrimusik och artistsamtal. I och med popmusikens framväxt på 1960-talet märktes en viss utmattning av genren med några få undantag såsom Igo Hofstetter, men den har likväl behållit sin plats i rampljuset med bland annat skapandet av en operettmusikfestival i Wien 2003: Wiener Operettensommer.

## Karaktärisering
Skillnaden mellan Wieneroperetten och "Fars med sång", den komiska operan eller vanlig opera är flytande. Den riktar sig dock inte enbart till småborgerligheten, som de andra gör, utan till den övre borgarklassen.
På 1850-talet i Wien uppstod det talrika Singspielhallen efter mönster från Londons Music hall. Platser som Fürst-Theater i Pratern erbjöd blandad underhållningsprogram för en småborgerlig publik. Då försökte sig operetten i de traditionella förortsteatrarna, som Theater an der Wien och Carltheater, att inrikta sig på en högborgerlig publik och ge dessa utrymme att se och låta sig bli sedda. Wieneroperetten var tänkt som ett lyxevenemang redan från början.
De båda pauserna mellan Wieneroperetternas tre akter blev till sociala händelser med fasta regler. Huvudapplåderna fastställdes till efter andra akten. Den tredje akten är ofta bagatellartad med ytterst lite musik och handlingen koncentrerad kring en komiker (med Frosch i Läderlappen som förebild).
Wieneroperetten är sällan parodiskt beskaffad jämfört med Offenbachs mytologiska operaparodier eller den dagsaktuella satiren i Berlineroperetten. Detta kan förklaras av det faktum att 1700-talets paroditradition var mer levande i Wien än i andra städer och att operetten därmed borde anses mer modern. Nestroys travesti Tannhäuser oder die Keilerei auf der Wartburg (1857) sågs som en i raden av äldre operaparodier och hans Meyerbeer-parodi Robert der Teuxel (1833) var "inget nytt". En framgångsrik kombination av operaparodi och wieneroperett var Richard Wagner-parodin Die lustigen Nibelungen (1904) av Oscar Straus. Parodin var alltid underställd det parodierade, varför wieneroperetten försökte sig att frigöra sig från den.
För att särskilja sig från de "oseriösa" franska styckena föredrag Lehár sentimentala och patetiska ämnen i sina senare operetter, så att de komiska ögonblicken i dem ibland verkar som ett stilistiskt avbrott. Hans operett Giuditta (1934) hade premiär på Wiener Staatsoper och han försökte som i Opéra comique-traditionen skänka de socialt missanpassade huvudpersonerna tragiska aspekter, liksom i Bizet opera Carmen (1875). 
Wieneroperetten är mer statisk än parisoperetten eller den senare berlineroperetten och har en förkärlek för svepande ceremoniella händelser. När det gäller dans och musik har Wienervalsen en viktig dramaturgisk funktion. Wieneroperetten undviker den satiriska aggressiviteten hos pariser- och berlinoperetterna och främjar snarare en dämpning av alla konflikter genom musik. Eleganta husarer och dragoner på operettscenen dolde Donaumonarkins politiska och militära svagheter. I flera wieneroperetter, som Zigenarbaronen (1885) av Johann Strauss den yngre, gjordes försök att ideologiskt överbrygga de ökande skillnaderna inom den multietniska mixen. Historikern Moritz Csáky myntade slagordet "bakåtblickande utopin".

## Lista över operettkompositörer
- Heinrich Proch (1809–1878)
- Franz von Suppé (1819–1895)
- Richard Genée (1823–1895)
- Johann Strauss den yngre (1825–1899)
- Ivan Zajc (1832–1914)
- Adolf Müller junior (1839–1901)
- Carl Zeller (1842–1898)
- Carl Millöcker (1842–1899)
- Carl Michael Ziehrer (1843–1922)
- Richard Heuberger (1850–1914)
- Joseph Hellmesberger junior (1855–1907)
- Heinrich Berté (1857–1924)
- Charles Weinberger (1861–1939)
- Georg Jarno (1868–1920)
- Franz Lehár (1870–1948)
- Oscar Straus (1870–1954)
- Leo Fall (1873–1925)
- Leo Held (1874–1903)
- Oskar Nedbal (1874–1930)
- Edmund Eysler (1874–1949)
- Bruno Granichstaedten (1879–1944)
- Leo Ascher (1880–1942)
- Ludwig Rochlitzer (1880–1945)
- Robert Stolz (1880–1975)
- Oskar Jascha (1881–1948)
- Emmerich Kálmán (1882–1953)
- Ralph Benatzky (1884–1957)
- August Pepöck (1887–1967)
- Willy Engel-Berger (1890–1946)
- Paul Abraham (1892–1960)
- Heinrich Strecker (1893–1981)
- Robert Katscher (1894–1942)
- Rudolf Kattnigg (1895–1955)
- Nico Dostal (1895–1981)
- Fred Raymond (1900–1954)
- Ludwig Schmidseder (1904–1971)
- Karl Loube (1907–1983)
- Joseph Beer (1908–1987)
- Igo Hofstetter (1926–2002)